# Per Wikström
Per Wikström, född 1957, är en svensk författare, journalist och före detta målare. Som musiker har Wikström spelat i bland annat proggruppen Gudibrallan.[källa behövs] Sedan 2016 genomför han performances tillsammans med konstnären Per Adalbert von Rosen.[källa behövs]
Tillsammans med Thomas Stålberg har han skrivit ungdomsböcker om detektiven Sten Falk.
Wikström var tidigare gift med journalisten Anna-Lena Lodenius.

## Priser och utmärkelser
- Ture Sventon-priset Temmelburken 2005